# Trabalho social
Segundo o Comité Executivo da IFSW (2000) a profissão de trabalho social promove a mudança da sociedade, a resolução de problemas das relações humanas e promove a capacidade e aptidão das pessoas de forma a terem o seu bem-estar. Utilizando teorias de comportamento humano e sistemas sociais, o trabalho social intervém nos pontos onde as pessoas interagem com os seus ambientes. Neste âmbito, o respeito pelos direitos humanos e de justiça social são fundamentais para o trabalho social.
O desempenho do trabalhador social encontra-se intimamente relacionado com a necessidade de resolução dos problemas sociais. Neste contexto, o Trabalho Social tende a lançar o seu foco de intervenção sobre os problemas das pessoas dentro do seu contexto ambiental, equacionando intervenções sistêmicas e ecológicas. Isto, porque os indivíduos são influenciados pelas forças e fraquezas de tudo o que orbita em seu torno: família, local de trabalho, grupos de referência, entre outro valores
O trabalho social desenvolveu-se no âmbito dos ideais humanitários e democráticos, assentando no respeito pela igualdade, unicidade e dignidade da pessoa humana. A sua intervenção consiste, sobretudo, no desenvolvimento de capacidades individuais, coletivas e sociais aos níveis cognitivo, relacional e organizativo, encarando o indivíduo sob diferentes sistemas.

## Objetivos do Trabalho Social
A expansão das ciências sociais e o crescente esbatimento das fronteiras, já se tem, entre as áreas científicas, obrigam à redefinição do perfil do profissional de Trabalho Social. Neste sentido, importa refletir os propósitos fundamentais da intervenção do trabalho social, condicionados pelos seguintes objetivos:
1) Facilitar a inclusão de grupos sociais excluídos, marginalizados, vulneráveis ou em risco;
2) Promover o bem-estar e solucionar problemas, intervindo com indivíduos, famílias, grupos e comunidades;2
3) Desencadear dinâmicas que levem à participação das populações na defesa e dinamização de melhores condições sociais;
4) Trabalhar com as pessoas na formulação, implementação e defesa de políticas coerentes com os princípios éticos da profissão;
5) Defender com e para as pessoas, mudanças nos condicionalismos estruturais relacionados com a exclusão e marginalidade social;
6) Desencadear procedimentos de proteção de pessoas, que pela sua condição ou situação de risco, não estão capazes de o fazer por si próprias.
Os objetivos do trabalho social pretendem induzir mudanças positivas no funcionamento psicológico e social dos indivíduos, nas suas famílias, grupos e ambientes de forma a diminuir as vulnerabilidades existentes e a providenciar oportunidades para a existência de uma vida social mais satisfatória. A sua intervenção, como defende Solomon (1976), baseia-se “[n]um processo no qual as pessoas que pertencem a uma categoria social estigmatizada […] podem ser ajudadas a desenvolver e promover as suas capacidades/habilidades no exercício de influências interpessoais e na performance (desempenho) de papeis sociais apreciados” [cit. por Northen, 1994, p. 10].

## Profissão
Os trabalhadores sociais intervêm nos seguintes setores: Segurança Social e Proteção Social (Centros Distritais de Solidariedade e Segurança Social e Instituições Particulares de Solidariedade Social), Trabalho e Desemprego (Centros de Emprego e Centros de Formação Profissional), Saúde (Centros Hospitalares, Centros de Saúde e Instituições de Saúde Mental), Educação e Estabelecimentos de Ensino (Escolas Primárias, Preparatórias e Secundárias), Autarquias Locais (Câmaras Municipais e Juntas de Freguesia), Justiça e Reinserção Social (Estabelecimentos Prisionais e Instituto de Reinserção Social), em departamentos de recursos humanos de empresas e outras organizações ou comissões locais.
As atividades desenvolvidas por estes profissionais passam pelo determinar das necessidades e problemas sociais, emocionais e econômicos das pessoas, providenciando serviços de acordo com a especificidade dessas necessidades; desenvolver recursos, programas e políticas sociais, de forma a satisfazer as necessidades da comunidade; promover programas sociais e serviços de saúde através da pesquisa e do encorajamento das comunidades e organizações para se tornarem responsáveis pela identificação das suas necessidades bem como dos auxílios que podem prestar à sociedade humana; ajudar as pessoas a promover o seu funcionamento social e/ou pessoal através da disponibilização de serviços inexistentes ou do encaminhamento para serviços já em funcionamento; coordenar e trabalhar com organizações governamentais ou não-governamentais, privadas, cívicas, religiosas, empresariais e/ou comerciais para combater problemas sociais através da consciencialização e da aplicação de programas que deem resposta aos referidos problemas; investigar, planear e desenvolver programas e políticas sociais e de saúde.